# La Unión de Campos
La Unión de Campos è un comune spagnolo di 322 abitanti situato nella comunità autonoma di Castiglia e León.